# Zeche Regina (Essen)
Die Zeche Regina  in Essen-Kupferdreh ist ein ehemaliges Steinkohlenbergwerk. Das Bergwerk war eine Kleinzeche, die auch unter dem Namen Schacht Regina bekannt war. Der erste Besitzer dieser Kleinzeche war die Firma Paulus & Caesar.

## Bergwerksgeschichte
Am 14. Oktober 1952 wurde das Bergwerk in Essen in Betrieb genommen. Der Zechenplatz dieser Kleinzeche lag an der Einmündung des Breddemannweg in die Straße Düschenhofer Wald. Während der zehnjährigen Betriebszeit wechselte insgesamt dreimal der Besitzer des Bergwerks. Nachfolger der Firma Paulis & Caesar wurde Brunne & Caesar. Später wurde diese von Karl Caesar übernommen, und zum Schluss wurde das Bergwerk von der Gewerkschaft Hannchen geführt. Am 15. November 1962 wurde die Förderung auf dem Bergwerk eingestellt. Die knappschaftliche Abmeldung des Bergwerks erfolgte am 31. März 1963.

## Förderung und Belegschaft
Die ersten Förder- und Belegschaftszahlen sind für das Jahr 1953 benannt, in diesem Jahr wurden mit 28 Bergleuten 8403 Tonnen Steinkohle gefördert. Bereits im Jahr 1954 wurde die maximale Förderung des Bergwerks erbracht. In diesem Jahr wurden 18.098 Tonnen Steinkohle gefördert, die Belegschaftszahl lag bei 47 Beschäftigten. Im Jahr 1960 wurden mit 39 Beschäftigten 12.694 Tonnen Steinkohle gefördert. Die letzten bekannten Förder- und Belegschaftszahlen des Bergwerks stammen aus dem Jahr 1962, in diesem Jahr wurden mit elf Bergleuten 9513 Tonnen Steinkohle gefördert.